# Mimapriona chassoti
Mimapriona chassoti là một loài bọ cánh cứng trong họ Cerambycidae.